# Яник Сиприен
Яник Сиприен (на френски език - Yannick Cyprien) е френски футболист, полузащитник.

## Кариера
Сиприен е играл за френските Бретини, Сет, Кле-Суили и Сонлисиен. През април 2013 г. кара проби в Черноморец (Бургас), но не може да бъде привлечен поради административни пречки.До края на текущия сезон 2012/13 играе за Мастер (Бургас) във В група.
Неговият брат – Вилан Сиприен, също е футболист, играч на Ланс.